# Глассер, Уильям
Уильям Глассер (англ. William Glasser; 11 мая 1925 — 23 августа 2013) — американский психиатр, психолог, создатель теории выбора и основатель Института Терапии Реальностью, позже переименованного в Институт Теории Контроля, а затем в Международный Институт Уильяма Глассера. Выступал против устоявшегося подхода к лечению в психиатрии. Глассер противился мнению, что психические проблемы произрастают только лишь под воздействием внешних факторов и неподвластных контролю обстоятельств — он считал, что человек сам ответственен за свое состояние и способен менять его.

## Биография
Уильям Глассер родился 11 мая 1925 года в Кливленде, штат Огайо, в семье часовщика Бена Глассера. В детстве мальчик увлекался спортом, играл в музыкальном ансамбле. В 1945 году возрасте Глассер оканчивает Университете Кейс Вестерн резерв по специальности химик-инженер. После недолгого времени работы по профессии, он возвращается в университет изучать психологию. В 1947 году начинает работу над дипломом по клинической психологии. В 1948 году Глассер получает магистерскую степень в клинической психологии, а в 1953 — степень доктора медицины в Университете Кейс Вестерн резерв. С 1954 по 1957 годы обучается в интернатуре Калифорнийского университета в Лос-Анджелесе, затем в ординатуре при госпитале для ветеранов, после чего, в 1961 году, становится сертифицированным специалистом в области психиатрии. Покинув госпиталь для ветеранов, он принимает предложение по работе психиатром в исправительной школе-колонии для девочек-подростков в городе Вентура. Во многом именно работа с «трудными подростками» помогла Глассеру в дальнейшем сформулировать собственную методику терапии реальностью.
С 1957 по 1986 год он ведет частную практику, читает лекции и пишет. В 1965 году Глассер начинает работать консультантом в Калифорнийской школьной системе, а в 1968 году открывает Институт Терапии Реальностью в Брентвуде, пригороде Лос-Анджелеса.
Умирает в 2013 году от дыхательной недостаточности, развившейся вследствие пневмонии.

## Основные идеи
В ходе своего обучения Глассер обнаружил несогласие с преподаваемыми идеями, среди которых: поиск источников проблем в прошлом, невозможность психически больных отвечать за свое поведение, отстранённость терапевта, изучение психических расстройств по людям, которые поддались трудностям, а не по тем, которые их преодолели и др. По его мнению, человеку нужно работать с проблемой так, как если бы у него была возможность выбора дальнейшего пути — иными словами, люди сами ответственны за свое поведение, а атрибуция ответственности случайностям, окружающим людям и прошлому, связанная с внешним локусом контроля, неприемлема.
Основой работ Глассера стала теория перцептивного контроля, предложенная Уильямом Т. Пауэрсом биологическая теория, объясняющая как физиологическое, так и психологическое поведение человека. Она была расширена и переработана в новую теорию выбора. Данная теория постулирует фундаментальные потребности человека, без удовлетворения или с неудачным удовлетворением которых человек становится «несчастливым». Всё человеческое поведение представляет собой попытку контролировать мир для наилучшего удовлетворения генетических потребностей — люди не приспосабливаются, а изменяют среду. Существует комбинация поведенческих четырех компонентов: действий, мышления, чувств и физиологии. Две последние составляющие не поддаются произвольному контролю. Решить возникшие психические проблемы и отрегулировать поведение возможно, совершив тот или иной выбор в направленности мышления и в поступках, в результате чего происходят перемены как в эмоционально-чувственной сфере, так и физиологическом состоянии.
Глассер поставил под сомнение реальное существование психических болезней, описанных в DSM, называя их продуктами неудовлетворенных генетических потребностей и симптомами борьбы человека со своей «несчастливостью». Исключение составляли случаи, связанные с патологическими процессами и повреждениями мозга. Из-за подобных взглядов его теория подвергалась неоднократной критике.

### Терапия реальностью
Задача терапии реальностью — помочь человеку сделать разумный выбор. Психотерапевт не только консультирует, он должен уметь направлять и управлять человеком, например, в случаях аутоагрессивного поведения последнего или при работе делинквентным поведением и зависимостями, отставанием. Терапия реальностью рассматривает все четыре компонента поведения, а затем концентрируется на изменении действий и мыслей людей и управлении ими — как с помощью консультанта, так и самостоятельно.
Поведение возникает не по схеме стимула-реакции, а как ответ на полученную информацию, и может варьироваться в зависимости от потребностей и их осознания. Соответственно, терапия реальностью помогает клиенту выбрать лучший вариант поведения, опираясь при этом на настоящее, а не на прошлое, так как пострадавшие потребности могут быть удовлетворены лишь в настоящем. Терапевт в консультировании позиционируется как строгий друг и помощник, не обращающийся к критике и наказаниям, но жестко ведущий собеседника в соответствии с обозначенным планом терапии — научение клиента принимать более эффективные решения и реализовывать их.

## Влияние
Идеи Глассера активно транслировались в общественность — «Терапия реальностью» вышла тиражом около полутора миллиона копий, методики применяются в учебных заведениях для построения комфортных отношений между учащимися и преподавателями, используются в частной и семейной практике, реабилитации, в сфере трудовых отношений и бизнеса, а также в исправительных учреждениях и тюрьмах.
Институт Уильяма Глассера имеет филиалы и подведомственные организации и последователей во многих странах мира, включая Канаду, Словению, Хорватию, Соединённое Королевство, Финляндию, Японию, Южную Корею и другие.

## Научные труды
Уильям Глассер является автором и соавтором свыше 20 книг и научных публикаций.
- «Schools without Failure» («Школы без неудач») (1975) — ISBN 0-06-090421-6.
- «Positive Addiction» («Положительная склонность») (1976) — ISBN 0-06-091249-9.
- «What Are You Doing?» («Что Вы делаете?») (1980) (англ.).
- «Stations of the Mind» («Центры мозга») (1981) — ISBN 0-06-011478-9.
- «Control Theory» («Теория контроля») (1984) — ISBN 0-06-091292-8.
- «Control Theory in the Practice of Reality Therapy» («Теория контроля в практике терапии реальностью») (1989) — ISBN 0-06-055174-7.
- «The Quality School» («Качественная школа») (1990) — ISBN 0-06-095286-5.
- «The Quality School Teacher» («Преподаватель качественной школы») (1992) — ISBN 0-06-095285-7.
- и другие.